# Bryopastoridae
Bryopastoridae är en familj av mossdjur. Bryopastoridae ingår i ordningen Cheilostomatida, klassen Gymnolaemata, fylumet mossdjur och riket djur. I familjen Bryopastoridae finns 5 arter. 
Kladogram enligt Catalogue of Life:
| Bryopastoridae | \| \| Bryopastor \| \| \| \| \| \| Pseudothyracella \| \| \| \| |
|                | \| \| Bryopastor \| \| \| \| \| \| Pseudothyracella \| \| \| \| |
|                | Bryopastor                                                      |
|                |                                                                 |
|                | Pseudothyracella                                                |
|                |                                                                 |